# Terrier

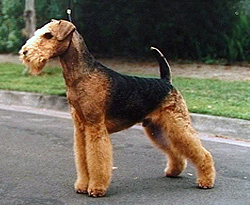
Airedale Terrier

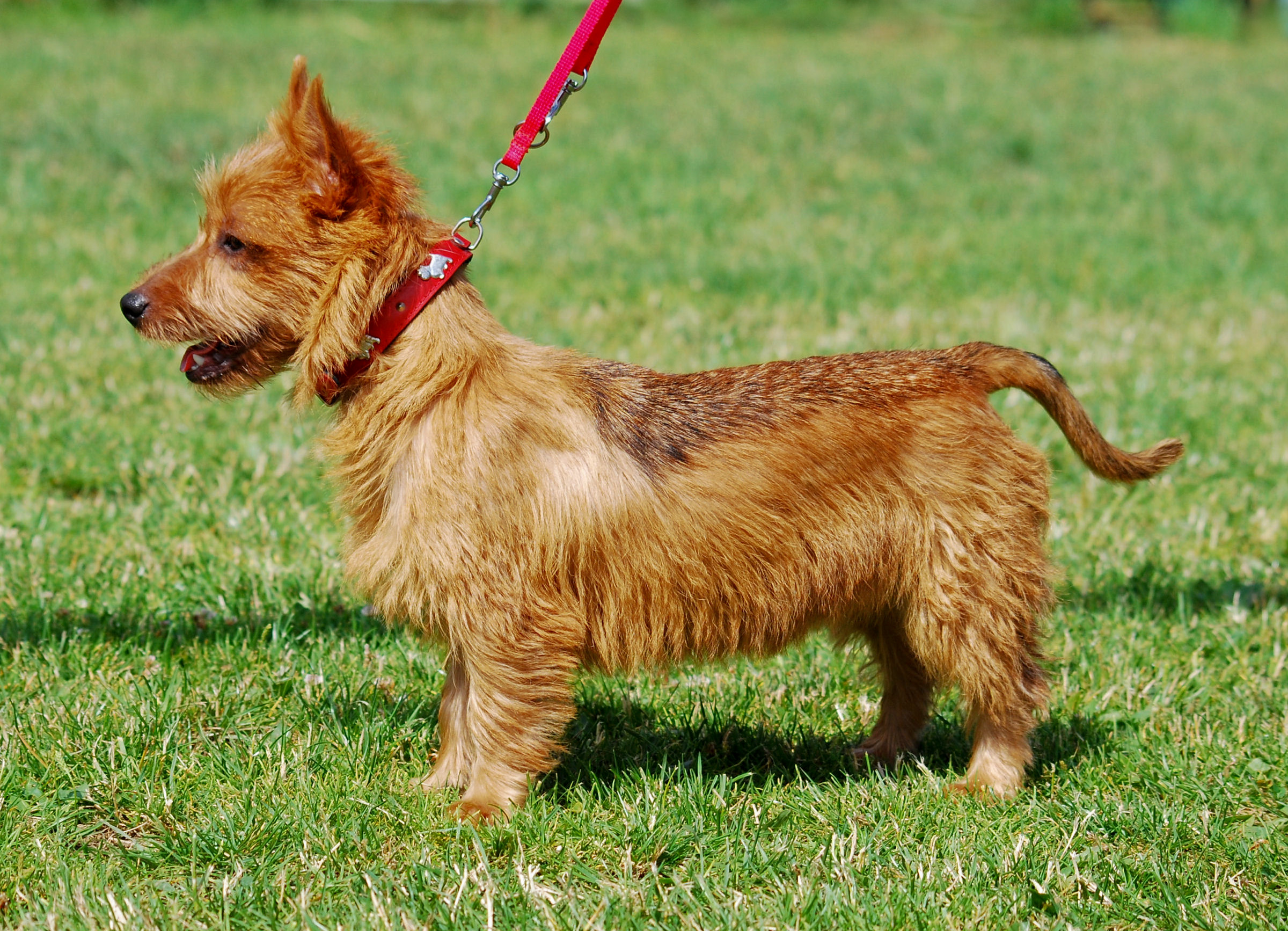
Australian Terrier

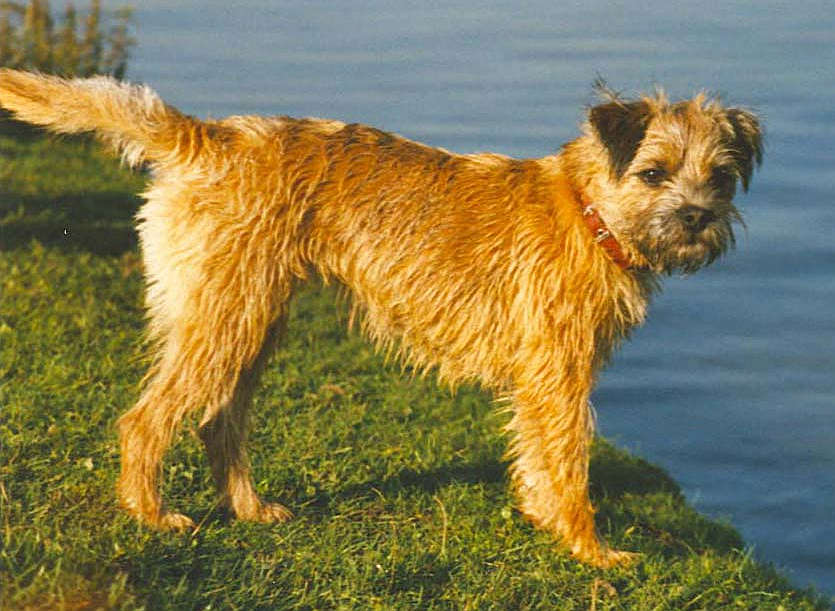
Border Terrier

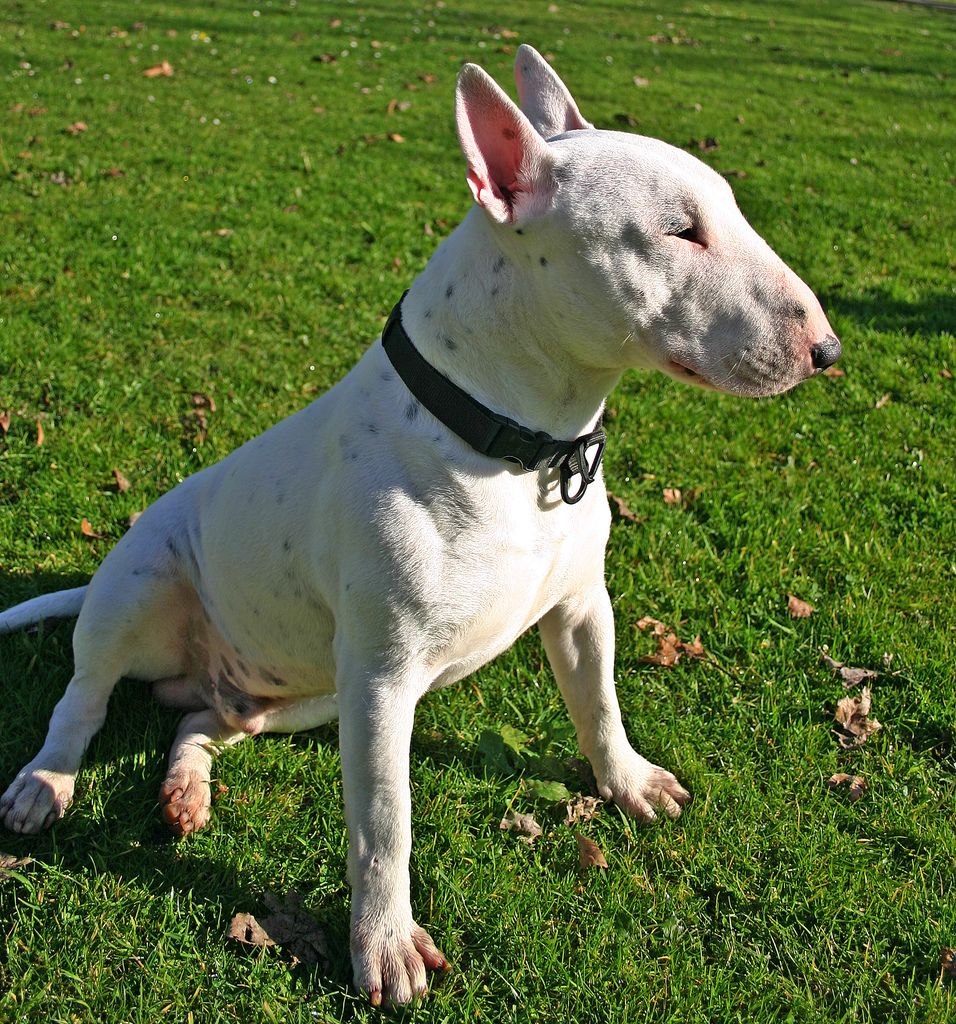
Bullterrier

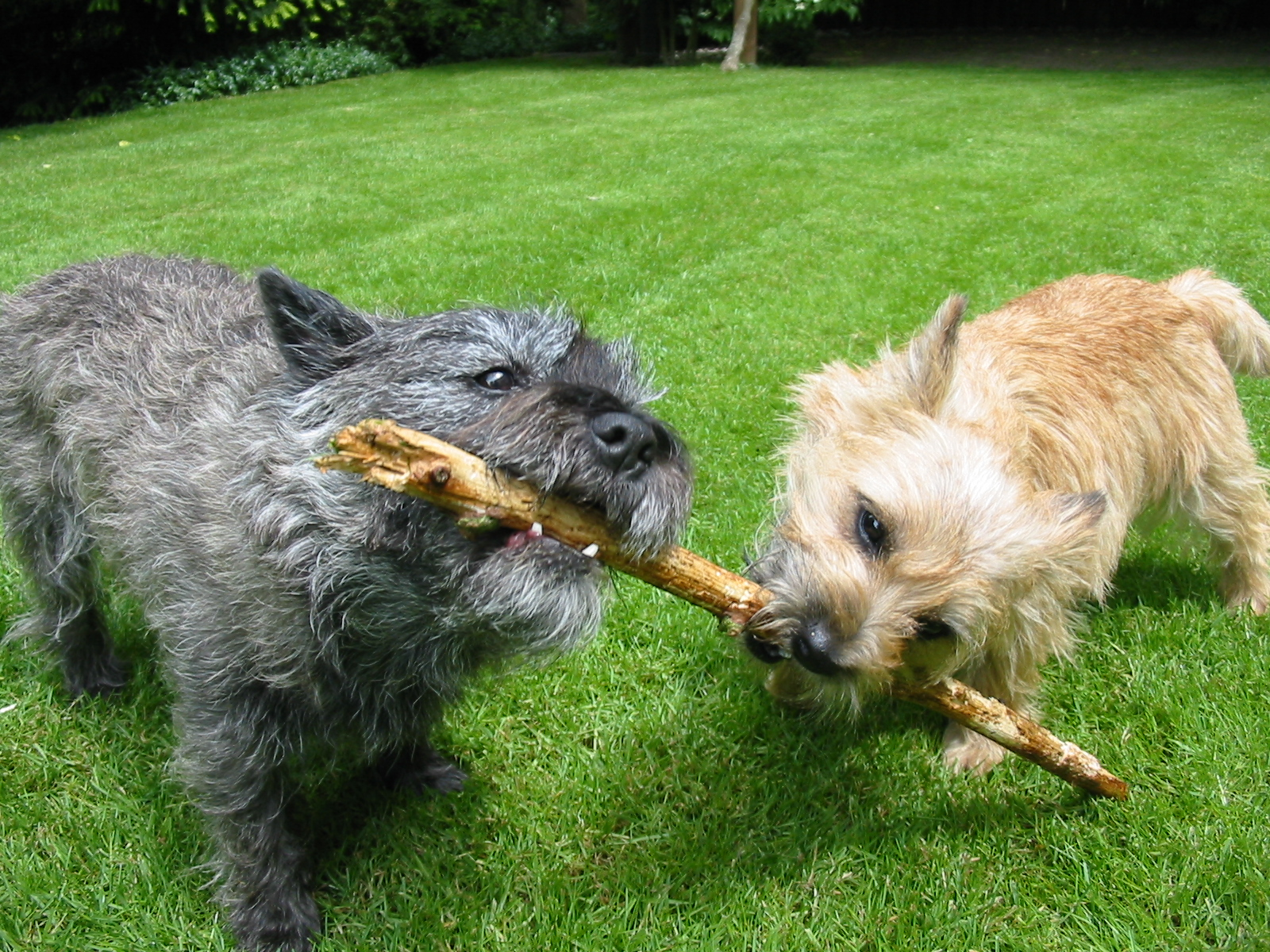
Cairn Terrier

Terrier ist die Bezeichnung für verschiedene vorwiegend kleine bis mittelgroße Hunderassen. Terrier waren ursprünglich Jagdhunde, die dazu gezüchtet wurden, Fuchs und Dachs aus ihrem unterirdischen Bau zu treiben. Der Name Terrier leitet sich vom französischen Begriff terre (Erde) ab. Heutige Terrierrassen werden zu unterschiedlichen Einsatzzwecken gezüchtet, viele der Rassen zeigen ein ausgeprägtes Jagdverhalten, bei einigen gibt es verschiedene Zuchtlinien für Hunde zum jagdlichen Einsatz oder Familienhunde.

## Rassen
Die folgende Liste ist eine Zusammenstellung von Terrierrassen. Bei von der FCI anerkannten Rassen sind in Klammern jeweils die Gruppe, die Sektion und die Nummer des Rassestandards entsprechend der FCI-Nomenklatur angegeben. Die meisten Terrierrassen werden in der FCI-Gruppe 3 zusammengefasst.
- Airedale Terrier (3/1/7)
- American Hairless Terrier
- American Pit Bull Terrier
- American Staffordshire Terrier (3/3/286)
- American Toy Terrier
- Australian Silky Terrier (3/4/236)
- Australian Terrier (3/2/8)
- Bedlington Terrier (3/1/9)
- Border Terrier (3/1/10)
- Bull Terrier (3/3/11)
- Cairn Terrier (3/2/4)
- Dandie Dinmont Terrier (3/2/168)
- Deutscher Jagdterrier (3/1/103)
- English Toy Terrier (3/4/13)
- Foxterrier
  - Fox Terrier (Smooth) (3/1/12) (Glatthaarig)
  - Fox Terrier (Wire) (3/1/169) (Drahthaarig)
- Glen of Imaal Terrier (3/1/302)
- Irish Soft Coated Wheaten Terrier (3/1/40)
- Irish Terrier (3/1/139)
- Jack Russell Terrier (3/2/345)
- Japanischer Terrier (3/2/259)
- Kerry Blue Terrier (3/1/3)
- Lakeland Terrier (3/1/70)
- Manchester Terrier (3/1/71)
- Miniature Bull Terrier (3/3/359)
- Norfolk Terrier (3/2/272)
- Norwich Terrier (3/2/72)
- Parson Russell Terrier (3/1/339)
- Patterdale Terrier
- Ratonero Valenciano (3/1/370, vorläufig anerkannt)
- Rat Terrier
- Russischer Schwarzer Terrier (Russkiy Tchiorny Terrier) (2/1/327)
- Scottish Terrier (3/2/73)
- Sealyham Terrier (3/2/74)
- Skye Terrier (3/2/75)
- Staffordshire Bull Terrier (Staffordshire Terrier) (3/3/76)
- Terrier Brasileiro (3/1/341)
- Tschechischer Terrier (3/2/246)
- Welsh Terrier (3/1/78)
- West Highland White Terrier (3/2/85)
- Yorkshire-Terrier (3/4/86)